# Quicksilver Messenger Service (album)
Quicksilver Messenger Service je debutové eponymní studiové album americké skupiny Quicksilver Messenger Service. Album vyšlo v roce 1968 u Capitol Records. Album obsahuje tři vlastní skladby a tři cover verze.

## Seznam skladeb
| Pořadí         | Název              | Autor            | Délka |
| -------------- | ------------------ | ---------------- | ----- |
| 1.             | Pride of Man       | Camp             | 4:11  |
| 2.             | Light Your Windows | Duncan, Freiberg | 2:39  |
| 3.             | Dino's Song        | Valenti          | 3:09  |
| 4.             | Gold and Silver    | Duncan, Schuster | 6:45  |
| 5.             | It's Been Too Long | Gravenites       | 3:02  |
| 6.             | The Fool           | Duncan, Freiberg | 12:09 |
| Celková délka: | Celková délka:     | Celková délka:   | 31:46 |

## Sestava
- Gary Duncan – rytmická kytara, zpěv
- John Cipollina – sólová kytara
- David Freiberg – basová kytara, viola, zpěv
- Greg Elmore – bicí